# Janet Abu-Lughod
Janet Lippman Abu-Lughod (Newark, 3 de agosto de 1928-Nueva York, 14 de diciembre de 2013) fue una socióloga e historiadora estadounidense que hizo importantes contribuciones a la teoría de los sistemas mundiales y la sociología urbana.

## Primeros años
Criada en Newark, Nueva Jersey, asistió a Weequahic High School, donde fue influenciada por los trabajos de Lewis Mumford sobre urbanización.

## Academia

El sistema mundial del. Mapa basado en el trabajo de Janet Abu-Lughod.

Obtuvo títulos de posgrado de la Universidad de Chicago y la Universidad de Massachusetts Amherst. Su carrera docente comenzó en la Universidad de Illinois, posteriormente en la Universidad Americana de El Cairo, Smith College y la Universidad Northwestern, donde enseñó durante veinte años y dirigió varios programas de estudios urbanos. Entre 1950 y 1952 fue directora de investigación de la Sociedad Estadounidense de Oficiales de Planificación, entre 1954 y 1957 se desempeñó como investigadora asociada en la Universidad de Pensilvania al igual que como consultora y autora del Consejo Estadounidense para Mejorar Nuestros Vecindarios. En 1987 aceptó una cátedra de sociología y estudios históricos en la facultad de graduados de la New School for Social Research, de la que se jubiló como profesora emérita en 1998. Al jubilarse, ocupó puestos de profesora visitante a corto plazo en la Universidad del Bósforo en Estambul y en el Programa Internacional de Honores en la Universidad de El Cairo. Publicó más de cien artículos y trece libros sobre sociología urbana, la historia y la dinámica del sistema mundial y las ciudades de Oriente Próximo, incluida una historia urbana sobre El Cairo que todavía se considera como una de las obras clásicas sobre esa ciudad: El Cairo: 1001 Años de la Ciudad Victoriosa.
En 1976 recibió la beca de sociología John Guggenheim. Recibió más de una docena de prestigiosas becas y subvenciones del gobierno nacional para investigar en las áreas de demografía, sociología urbana, planificación urbana, desarrollo económico y social, sistemas mundiales y urbanización en Estados Unidos, Oriente Próximo y los países subdesarrollados.
Fue especialmente conocida por su monografía Before European Hegemony: The World System AD 1250-1350, en la que argumentó que en el siglo XIII existía un sistema mundial premoderno que se extendía por Eurasia, antes de la formación del sistema mundial moderno identificado por Emanuel Wallerstein. Entre una variedad de factores, Abu-Lughod enfatizó el papel de las ferias de Champaña, el imperio mongol, el sultanato mameluco y la historia del subcontinente indio en la configuración de este sistema mundial anterior. Además, argumentó que el "ascenso de Occidente", que comenzó con la intrusión de barcos portugueses armados en las redes comerciales relativamente pacíficas del Océano Índico en el siglo XVI, no fue el resultado de características internas de Europa, sino que se hizo posible por un colapso en el sistema mundial anterior.
En sus obras aborda el desarrollo social y económico de las ciudades globales con el compromiso de ver y actuar sobre las posibilidades de un cambio social constructivo. El alcance de sus obras va desde estudios a nivel micro de territorialidad y cambio social, hasta el análisis de la difusión de ciudades globales en el mundo occidental y árabe, así como estudios históricos de ciudades medievales.
Publicó varios trabajos bien recibidos sobre ciudades estadounidenses, incluidos: New York, Chicago, Los Angeles: America's Global Cities y Race, Space, and Riots in Chicago, New York, and Los Angeles.

## Vida personal
Se casó entre 1951 y 1991 con Ibrahim Abu-Lughod. Tuvieron cuatro hijos; Lila, Mariam, Deena y Jawad. Falleció el 14 de diciembre de 2013 a los 85 años en Nueva York.

## Obra
- Cairo: 1001 Years of the City Victorious. Princeton University Press. 1971. pp. 284. ISBN 978-0-691-03085-2.
- Rabat, Urban Apartheid in Morocco. Princeton Studies on the Near East. Princeton University Press. 1981. p. 374. ISBN 978-0-691-10098-2.
- Before European Hegemony: The World System A.D. 1250-1350. USA: Oxford University Press. 1991. pp. 464. ISBN 978-0-19-506774-3.
- Changing Cities: Urban Sociology. Harpercollins College Div. 1991. p. 441. ISBN 978-0-06-040138-2.
- New York, Chicago, Los Angeles: America's Global Cities. University of Minnesota Press. 2000. p. 580. ISBN 978-0-8166-3336-4.
- Race, Space, and Riots in Chicago, New York, and Los Angeles. USA: Oxford University Press. 2007. p. 360. ISBN 978-0-19-532875-2.